# Collettea antarctica
Collettea antarctica är en kräftdjursart som först beskrevs av Ernst Vanhöffen 1914.  Collettea antarctica ingår i släktet Collettea och familjen Colletteidae. Inga underarter finns listade i Catalogue of Life.